# Сэлэт
Сэлэт (тат. Сәләт — «талант») — молодёжная организация Республики Татарстан, объединяющая одарённых детей и подростков. Движение представляет Российскую Федерацию в «Молодёжном форуме Организация исламского сотрудничества» (англ. Organization of Islamic Conference Youth Forum), является одним из партнёров международной платформы для акселерации технологических стартапов из исламских стран.
«Сэлэт» проводит летние лагеря в Поволжье (Башкортостан, Самарская область, Татарстан, Чувашия), осенние и весенние сессии, ежегодный Билярский фестиваль одарённых детей и молодежи, ежегодный фестиваль поэзии и авторской песни им. Рустема Бикмуллина, международный молодёжный кинофестиваль «Джисем» («Җисем»), а также выездные международные школы в рамках проекта «Ефэк канат» («Сәләт-Прага», «Сәләт-Монреаль» и «Сәләт-Австралия»). Изначально в лагеря «Сэлэт» могли попасть только участники и победители городских и региональных предметных олимпиад, а также всевозможных творческих конкурсов, обязательным условием также являлось знание татарского языка на уровне не ниже начального, в последнее время критерии отбора изменились.
Ежегодный летний форум Сэлэт в Билярске собирает детей и молодёжь из всех лагерей, посещается известными деятелями науки и культуры, общественными и государственными деятелями.
На 2014 год насчитывалось более 25 000 выпускников.

## История
«Сэлэт» затевался как компьютерный лагерь для детей, интересующихся точными науками и вычислительными технологиями. Первый компьютерный лагерь «Сәләт» был организован в 1994 году посёлке Арск (недалеко от Казани) на базе Арского педагогического училища и Арской физико-математической школы № 1 по инициативе доцента Казанского государственного университета Сулейманова Джавдета Шевкетовича и директора физико-математической школы Гайнетдинова Х. Ш. В работе лагеря приняли участие 65 детей из 7 районов и городов Республики Татарстан и из г. Москвы.
Уже с 1995 года сообщество «Сәләт» развивается при финансовой и организационной поддержке Государственного комитета по делам молодежи и детей РТ (ныне Министерство по делам детей и молодежи, Министерства по делам молодежи и спорту, Министерства по делам молодежи, спорту и туризму республики Татарстан). В этом же году появляется клуб «Сэлэт».
В 1997 году прошел I слет «Сәләт» на территории Билярского культурно-исторического заповедника, положивший начало ежегодному фестивалю одаренных детей и молодежи в Билярске.
Осенью 2016 года был запущен проект Викишкола Сәләт (тат. Сәләт викимәктәбе).[значимость факта?]
В 2020 году организации была присуждена премия «Свободные знания».

## Летние смены
- Сэлэт-Болгар — интеллектуальная и историческая (город Болгар, Спасский район)
- Сэлэт-Раушан — лагерь с акцентом на физико-математическое направление, естественные науки (Лаишевский район);
- Сэлэт-Санак — Инновации и техническое творчество;
- Сэлэт-Рухият — Творчество и вдохновение;
- Cэлэт-Азнакай — Харизма, творчество, критичность, атмосферность, танцы;
- Сэлэт-Байлар Сабасы — татарский язык, журналистика, информатика(Смена закрылась);
- Сэлэт-Батыр — творчество, лингвистика, культура народов Поволжья;
- Сэлэт-Билэр каласы — история, археология, ремесленничество, экология
- Форум «Болгар-Туган тел» — история, языки, творчество, интеллект;
- Сэлэт-Богелмэ — интеллект, творчество (Смена закрылась);
- Сэлэт-Бау языки, история, биология, физика, математика, хореография, видеомонтаж, история искусств (Смена закрылась);
- Сэлэт-Галэм — интеллектуально-творческое;
- Сэлэт-Имэнкэй — интеллект, творчество, спорт;
- Сэлэт-Иске Казан — история и культура татарского народа;
- Сэлэт-Тулпар — проходит в Республике Башкортостан; краеведческое направление;
- Сэлэт-Монреаль — впервые прошёл в августе 2017 года в Канаде(Смена закрылась);
- Сэлэт-Осталар Бистэсе — интеллектуально-прикладное, научно-техническое творчество;
- Сэлэт-Шэхес (КВН) — интеллект, творчество;
- Сэлэт-АкБарс — стартапы, бизнес-проектирование (Смена закрылась);
- Сэлэт-Яр Чаллы — интеллект, творчество, спорт (Смена закрылась);
- Сэлэт-АкБуре — развитие лидерских качеств;
- Сэлэт-Гайрэт — кино, творчество;
- Сэлэт-Манзара — IT и медиа продакшн;
- Сэлэт-Агыйдел — этнология (Смена закрылась) ;
- Сэлэт-Кама — спорт и туризм;
- Сэлэт-Олимп — олимпиадная подготовка;
- Сэлэт-Тел — лингвистика и страноведение;

## Программа фестиваля
Программа фестиваля меняется каждый год, но некоторые виды соревнований являются неизменными.
- Презентации лагерей — каждый лагерь должен презентовать себя на открытии фестиваля. Как правило это сценическое действо с диалогами, песнями и танцами, которые показывают дети
- КВН — кубок Билярского Фестиваля КВН
- Что? Где? Когда? — ежегодно для проведения мероприятия приезжают знатоки из Первого канала: Борис Белозеров, Ольга Быкова, Ровшан Аскеров, Александр Друзь, Алена Повышева и другие
- Шахматы
- Шашки
- Футбол
- Волейбол
- Экскурсии по историческим местам в сопровождении ученых и историков

С 2012 года фестиваль приобрел статус международного форума.